# Arena Pacini
L'Arena Pacini era un teatro di Catania dedicato al musicista Giovanni Pacini in una architettura eclettica di gusto gotico-orientaleggiante. Si trovava in via Pacini presso la piazza Nuovaluce. L'edificio era stato costruito nel 1877 in uno stile eclettico (Eclettismo liberty catanese) in stile neo-moresco dall'architetto Filadelfo Fichera. L'edificio fu demolito nel 1936.